# Nothaphoebe leytensis
Nothaphoebe leytensis är en lagerväxtart som först beskrevs av Adolph Daniel Edward Elmer, och fick sitt nu gällande namn av Elmer Drew Merrill. Nothaphoebe leytensis ingår i släktet Nothaphoebe och familjen lagerväxter. Inga underarter finns listade i Catalogue of Life.